# George Edward Bonsor Saint Martin
George Edward Bonsor Saint Martin   (Lilla, 30 de març de 1855 - Mairena del Alcor, 15 d'agost de 1930) va ser un pintor, arqueòleg i historiador membre de la Reial Acadèmia de la Història d'origen anglès. Gran defensor del manteniment dels jaciments arqueològics i pare de l'arqueologia moderna a Espanya. Descobridor de nombrosos jaciments arqueològics, entre els quals destaquen la Necròpoli i l'Amfiteatre de Carmona, els jaciments de Los Alcores, Baelo Claudia en Cadis o Setefilla en Lora del Río. Va realitzar diverses publicacions relacionades amb els seus descobriments.

## Joventut
George Edward Bonsor Saint Martin va néixer a Lilla (França) el 30 de març de 1855, en l'època de Napoleó III fill de James Bonsor, de Nottingham (Anglaterra), enginyer industrial, com l'avi de George, i Pauline Marie Leonie Saint Martin Ghislaine, natural de Lilla. La seva mare va morir amb 25 anys, al cap de pocs mesos de donar a llum a George.
James Bonsor va treballar com enginyer en les mines de coure a Minas de Riotinto i va contribuir en la instal·lació de les màquines per al gas per l'enllumenat públic de Cadis i Sevilla. L'estada de James Bonsor en Andalusia va induir a animar al seu fill a prendre la decisió de viatjar a aquesta regió.
La família residia en Lille al naixement de George, i després de la mort de la seva esposa, James va contreure un nou matrimoni amb Mrs. Gregory. La seva tia paterna, Marie Bonsor, juntament amb el seu espòs John Batley, que residien en Seaborough Court (Anglaterra), van ser els que es van fer càrrec d'ell fins que va aconseguir l'edat escolar. George sempre va considerar a aquesta casa com la seva. Els seus oncles posseïen a més una segona residència en Englefield Green, als afores de Londres, on vivien amb els seus fills Ralph, Armitage, Blanca i Inés. La família materna a Guernes, França estava composta pels seus oncles i quatre cosins: Henry, Pierre, Valentine i Pauline. Vivia alternativament amb les dues famílies.

## Formació
George Bonsor va rebre una formació inusual, acompanyant el seu pare, en els seus constants viatges professionals per Europa, estudiant en liceus i escoles de diversos països europeus: Ateneu de Tournai, a Bèlgica, Col·legi Alemany de Moscou, Liceus d'Albi i Montauban a França i en el Col·legi Huddersfield de Yorkshire a Anglaterra. Aquest continu viatjar dels seus primers anys d'estudiant, que va esdevenir una constant en la seva vida, influint en la seva formació.

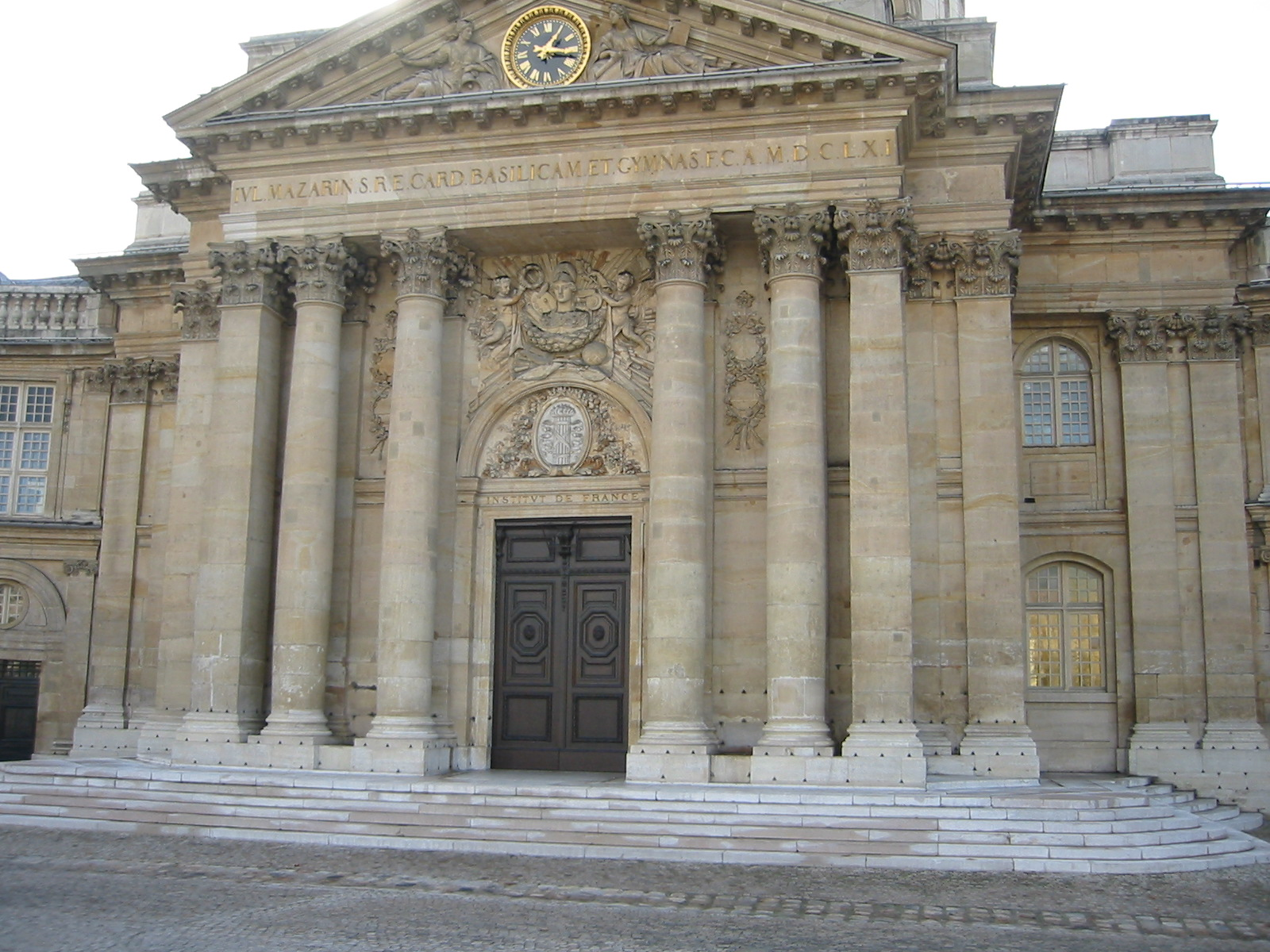
Acadèmia de Belles arts de París.

 Va estudiar a l'escola de Belles arts de South Kensington de Londres, i en l'Acadèmia Reial de Belles arts de Brussel·les, arribant a obtenir en aquesta un merescut premi com a artista-arqueòleg. Es desconeixen les dates dels períodes que va estar en cadascuna de les escoles.
Amb la seva formació artística, George va obtenir un acostament a l'arqueologia i va esdevenir el primer arqueòleg a Espanya que va utilitzar sistemàticament el dibuix tècnic en la descripció dels materials i estructures del registre arqueològic, que considerava com a veritables monuments artístics. La seva formació i la seva llengua, va estar sempre més vinculada a la cultura francesa que a l'anglesa i, encara que va conservar fins a la seva mort la nacionalitat britànica, tots els seus documents van ser redactats en francès o castellà, rarament en anglès.
| «                                                                                      | Sóc conscient del cas estrany que ha de sonar que sent anglès no sigui capaç d'escriure el meu article en anglès, però haig d'explicar-me dient que vaig néixer a França, de pares anglesos, que vaig créixer allí i a Bèlgica, i que vaig venir jove a Espanya, fa 40 anys aproximadament. Vaig venir aquí per pintar, però aviat vaig deixar l'art per l'arqueologia. | » |
| — George Edward Bonsor Saint Martin aReginald A. Smith, conservador del Museu Britànic | |   |

## El viatge a Espanya
Conclosos els seus estudis acadèmics, Bonsor va decidir realitzar el viatge a Espanya per formar el seu estil pictòric. Les seves pintures tenien com a temàtica principal figures populars i escenes costumistes, molt demandades pel mercat artístic.
Bonsor va triar Espanya per buscar escenes per pintar basant-se en la recerca de llum i influït pels seus anteriors viatges a aquest país. S'ha dit que aquest va ser a Espanya atret per la seva imatge romàntica, sent relacionat amb els viatgers romàntics anglesos i francesos. Sigui o no certa aquesta afirmació, el període àlgid del moviment romàntic s'havia produït en la primera meitat del segle xix, molts anys abans de la seva època, encara que l'interès que havia despertat Espanya com a destinació exòtica i orientalista es mantenia com un tòpic cultural, que els més profunds estudis dels hispanistes s'obstinaven a contrarestar.

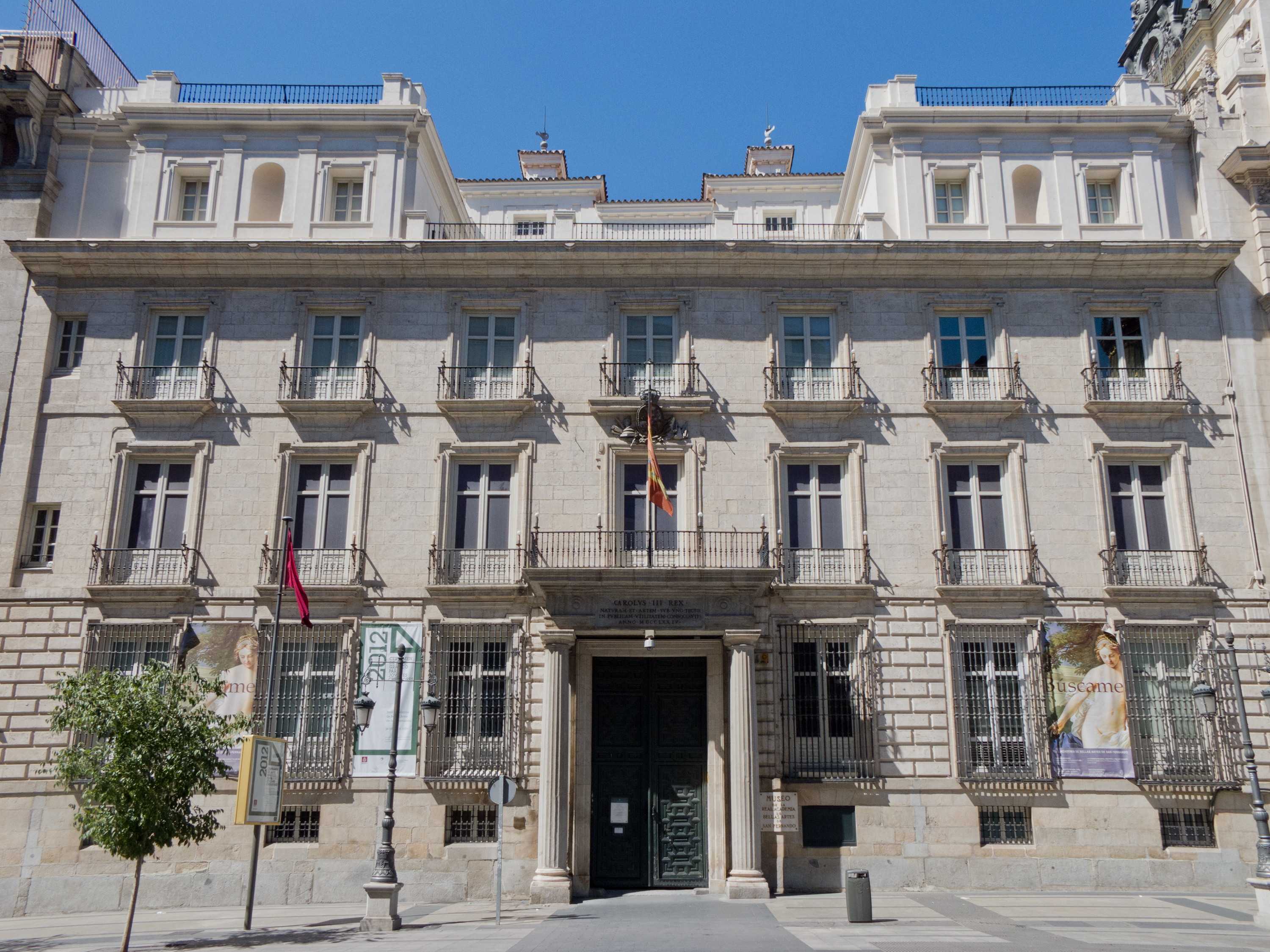
Edifici de la Reial Acadèmia de Belles Arts de San Fernando al carrer d'Alcalá.

Es coneix amb molta precisió el viatge de Bonsor per Espanya, l'itinerari seguit i les seves impressions gràcies a un diari que va confeccionar durant el mateix. Segons l'itinerari seguit, l'objectiu principal del viatge era Andalusia. En la major part del seu viatge el va acompanyar Paulus, company belga de l'Acadèmia de Brussel·les, amb el qual es va citar a París el 10 de setembre de 1880, ja que Bonsor va partir des de Brussel·les. Des d'aquí van partir en ferrocarril cap a Bordeus per dirigir-se a Biarritz, Sant Joan Lohitzune, i van accedir a Espanya per Irun. La primera parada després de la frontera va ser Burgos. L'objectiu fonamental del viatge era la visita de monuments, museus de pintura i tot allò suggeridor que els pogués interessar als joves pintors. A Burgos van travar amistat amb el pintor Primitiu Carcedo, qui els va ensenyar la ciutat, especialment la Catedral i la Cartoixa de Miraflores, els va ajudar amb l'aprenentatge del castellà i els va portar per primera vegada a una taverna. En arribar a Madrid es van dirigir immediatament a la Puerta del Sol i la col·lecció de la Reial Acadèmia de Belles Arts de San Fernando per admirar el famós quadre de Francisco Pradilla y Ortiz "Doña Juana la Loca" (1877), medalla d'honor en l'Exposició Nacional de Belles Arts de 1878, i la col·lecció de quadres antics. Va fer còpies en el Museu del Prado i va visitar el Museu Arqueològic Nacional, i a finals de setembre va abandonar Madrid rumb a Toledo, centrant la seva atenció en la descripció dels costums de la burgesia provincial i de captaires, gitanos, capellans o els sangradors, i la descripció dels monuments històrics-artístics, valorats i descrits des d'un punt de vista artístic i el seu passat històric.
Després de la seva estada a Toledo es va dirigir en ferrocarril a Còrdova on només va romandre un dia i visitant el pont sobre el Guadalquivir, les muralles i la mesquita. El 17 de febrer va arribar a Sevilla, on l'esperava Paulus, qui havia arribat unes setmanes abans.
Sevilla no era una ciutat que li agradés per pintar. Amb l'únic objectiu de contemplar les obres de Bartolomé Esteban Murillo, va visitar la Catedral, el Museu Provincial i l'Hospital de la Caridad i per casualitat va descobrir la pintura de Juan de Valdés Leal. Va qualificar als pintors sevillans contemporanis com a mediocres, no sentint cap estima per ells. Va visitar Carmona aconsellat pel seu pare, qui havia estat allí en 1845.
En la visita a Carmona, de 4 dies, es va dedicar intensament a la pintura. Les imatges que va plasmar en les seves teles són Monaguillos al pati dels Tarongers de l'Església Prioral de Santa María, un paisatge amb el Monestir de la Verge de Gracia, que es trobava al peu de l'Alcàsser i avui desaparegut, el carrer del Convent de Santa Clara amb un aiguader amb el seu ase, el mercat o plaça de proveïments. Coincidint amb la celebració de la Setmana Santa, va pintar una detallada descripció de l'estació de penitència de la germanor de Santiago de Carmona.
Va deixar Carmona durant uns dies per rebre a Gibraltar als seus oncles John i Marie Batley i el seu primer Armytage, a qui va acompanyar en un viatge per Màlaga, Granada i Sevilla. Posteriorment va tornar en solitari a Gibraltar on va tenir una trobada casual amb el seu amic Paulus i van decidir visitar Tànger, on van romandre del 7 al 17 de maig de 1881. Després d'aquest inesperat viatge va tornar a Carmona per reprendre l'activitat interrompuda.
Una altra de les visions que van commoure a Bonsor és el toro de corda. Bonsor es va fer popular a Carmona, on el coneixien com el pintor anglès.
Un veí de Carmona, José Vega, li va presentar a Juan Fernández López, un jove farmacèutic aficionat a les antiguitats. Com Bonsor tenia intenció d'inspeccionar una tomba romana amb pintures, aquella mateixa nit li va visitar Luis Reyes conegut per Calabazo, que es dedicava a la recol·lecció ocasional d'antiguitats, que venia a Sebastián Gómez Muñiz i Juan Fernández López. La reobertura de la tomba va tenir lloc el diumenge 10 de juliol i la commoció que li va ocasionar l'observació directa de les pintures de la tomba va despertar la seva passió per l'arqueologia.
Bonsor era requerit per fer retrats de diversos personatges. L'agost de 1881 va emprendre un viatge a Granada de quinze dies per recórrer la ciutat. Granada gaudia d'un gran prestigi entre els viatgers, des que la van posar de moda el nord-americà Washington Irving i l'anglès Benjamin Disraeli. Bonsor va emmalaltir, precipitant el seu retorn a Carmona.
En Carmona va mantenir reunions gairebé diàriament en la rebotiga de Juan Fernández López, amb Manuel Fernández López, germà d'aquest i metge de professió, Sebastián Gómez Muñiz, Antonio Calvo Cassini, historiador i corresponent de la Reial Acadèmia de la Història, el cirurgià Manuel Pelayo i el seu germà Arturo, José Vega i uns altres. A les reunions solia acudir amb certa freqüència Luis Reyes Calabazo.

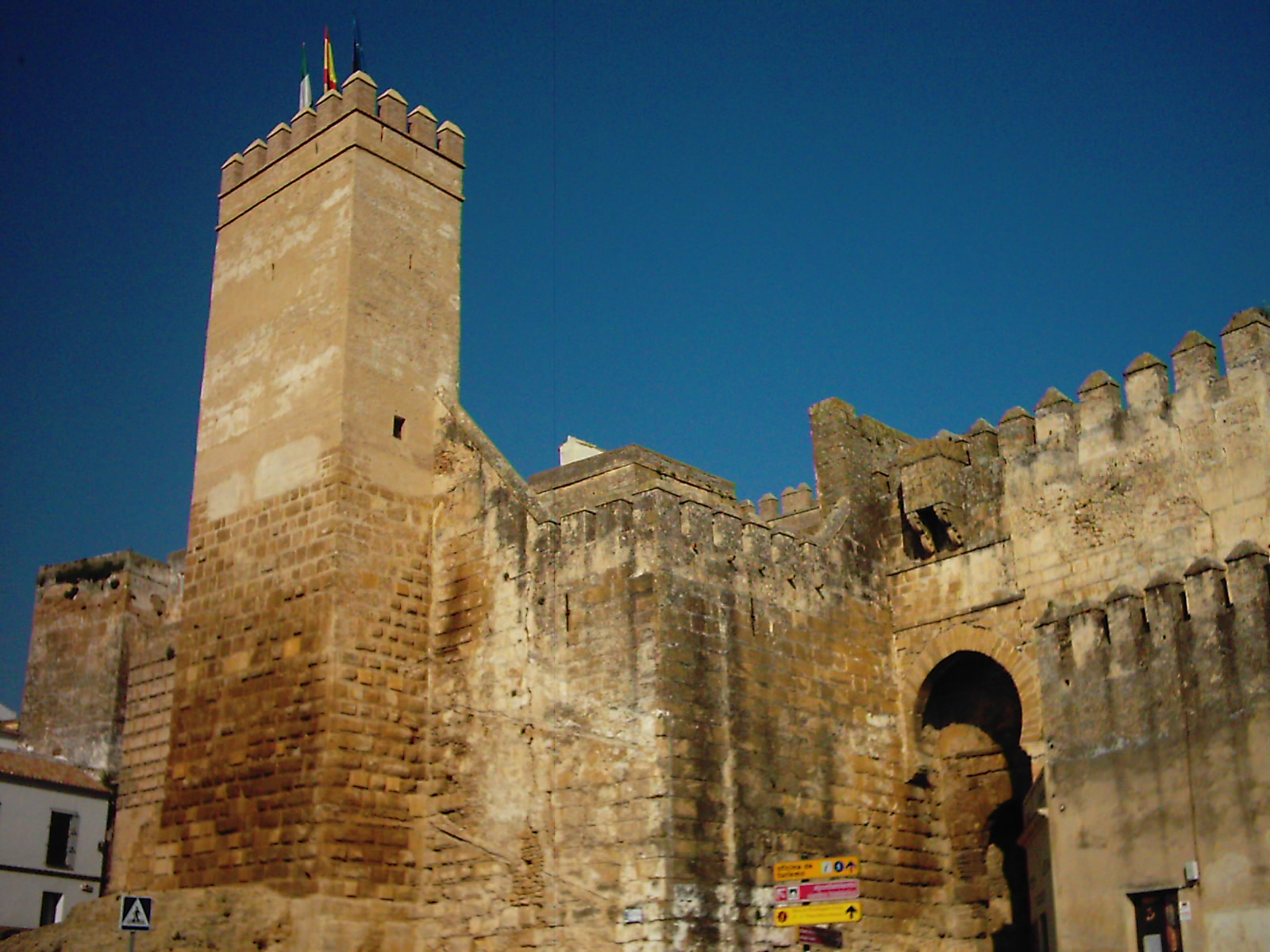
Alcázar de la Porta de Sevilla (Carmona).

Van aconseguir permís per realitzar excavacions en l'Alcàsser de la Porta de Marchena. Bonsor va ser l'encarregat d'aixecar el plànol del monument, igual que faria amb el de l'Alcázar de la Porta de Sevilla. La integració de Bonsor a aquest grup de personatges units per l'afició per l'estudi dels monuments històrics i antiguitats de la ciutat, culminaria en la fundació de la Societat Arqueològica de Carmona. Bonsor sospitava que sota terra hi havia gran quantitat de restes arqueològiques que vinculava amb el fort terratrèmol de 1504, tal com indica:
| « | "Coincideix amb la data del terratrèmol la desaparició en Carmona d'un aqüeducte romà que travessava sobre elevats arcs la part baixa del raval de Sant Pedro, portant les aigües dels alts del Campo Real a l'anterior de la població. Al principi del segle xvi, conservava encara Carmona en relativa conservació totes les seves fortaleses: els seus dos alcàssers, les seves muralles i portes. Després del desastre de 1504, de les cinc portes de la població no va quedar en peus més que la de Sevilla, no perdent aquesta més que un dels seus tres arcs romans: el segon des de l'interior. Les portes de la Sedia, de Morón i de Marchena, també d'antiga construcció romana, van caure i no es van aixecar més. Del recinte de muralles, grans trossos van ser rodar a la Vega, sobretot en les muralles del Sud i l'altura anomenada El Picacho. En l'Alcàsser principal, el palau de Pere I de Castella, va haver-hi grans desperfectes, caient algunes torres i partint-se unes altres. A la dreta de la plaça d'Armes, per la part que mira al Sud, s'observa un enfonsament del terreny amb 50 metres de muralla, deixant en el sòl una profunda esquerda d'un metre d'ample. De la muralla no queda avui en peus més que dos grans trossos de tàpia, la resta, amb la torre de l'angle, van rodar des de l'alt a la Vega." | » |

Bonsor va proposar a Juan Fernández López, qui posseïa una important col·lecció d'antiguitats romanes, associar-se per a la compra de les terres d'on s'havien extret la majoria dels antics objectes trobats, a la que el farmacèutic va accedir i a més va permetre fer propietat comuna de la seva col·lecció particular. El 19 de desembre de 1881 va finalitzar el viatge de Bonsor a Espanya i retorna a Lilla, on li esperava el seu pare, per començar el seu altre «viatge», l'Arqueologia. Adquirits els terrenys, Bonsor va començar a organitzar el projecte d'excavació, dedicant els anys 1882 i 1883 per al seu assessorament, any aquest últim en el qual comencen els treballs sistemàtics en dites terres, que van donar com a resultat el descobriment d'una de les més importants necròpolis romanes. Amb la finalitat de rebre consells i formació, ambdós socis van emprendre un viatge per diferents museus d'Europa.

## Primers treballs arqueològics

### Carmo Romana

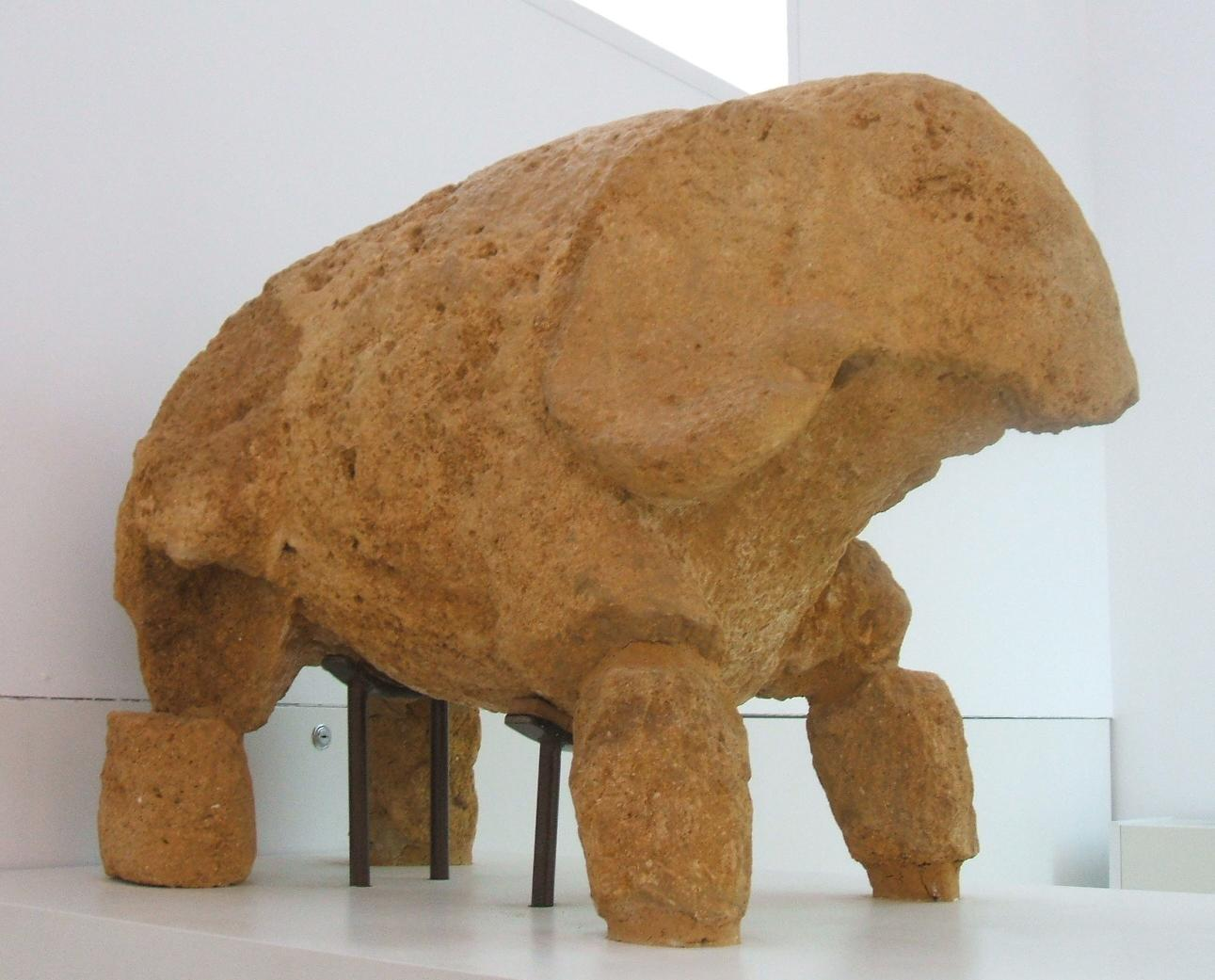
Escultura trobada en la Tomba de l'Elefant.(Museu de la Necròpoli de Carmona)

Els inicis de les activitats arqueològiques de George Bonsor es van centrar en l'arqueologia hispanoromana, amb l'excavació i descobriment de la necròpoli i l'amfiteatre, centrant-se també en l'estudi de les muralles, portes i alcàssers de Carmona així com el seguiment i registre de les restes constructives que apareixien intramurs.
La documentació que es conserva sobre l'excavació de necròpoli romana, és bastant escassa, però suficient com per a saber que va suposar el primer projecte d'excavació sistemàtica a Espanya.
Les primeres excavacions de Juan Fernández i Bonsor en la Necròpoli es remunten a l'hivern de 1882 en els camps de la Coloma, de Manta i de la Plata, durant la primavera de 1883, i a la tardor, primavera i estiu de 1884, per finalitzar, momentàniament, feia la primavera de 1885, quan ja s'havien excavat 225 estructures funeràries, que arribaren a 300 en els següents anys. En actes celebrats el 24 de maig de 1885 i el 6 de juny de 1886 es va realitzar la presentació oficial a les autoritats científiques espanyoles perquè, donat el seu caràcter privat, jutgessin els treballs realitzats. Les excavacions van ser realitzades sense cap mena d'ajuda oficial i finançades íntegrament per ambdós socis. La Reial Acadèmia de la Història i de la de Belles Arts de San Fernando, institucions sobre les quals requeia la competència en matèria arqueològica i conservació del Patrimoni històric espanyol, van nomenar acadèmics corresponents d'ambdues acadèmies a George Bonsor i Juan Fernández López. El motiu d'aquest nomenament va ser l'esforç i l'èxit aconseguits en els treballs, així com l'interessant caràcter i monumentalitat de la Necròpoli, única en aquest moment a Espanya.
En l'època del descobriment de la Necròpoli gran part dels terrenys que ocupava es trobaven lliures d'edificis, ocupats en la seva majoria per oliveres. L'edifici més proper a aquests era el conegut com a Raval de Sant Pere del qual consten dades de 1411, el Convent del Carmen, fundat en 1554 i el Convent de San Francisco fundat en 1467, ambdós enderrocats en 1835. A partir de llavors van fragmentar els terrenys constatant la diversitat de noms amb què es designaven les diverses parcel·les que eren anomenats Campos.

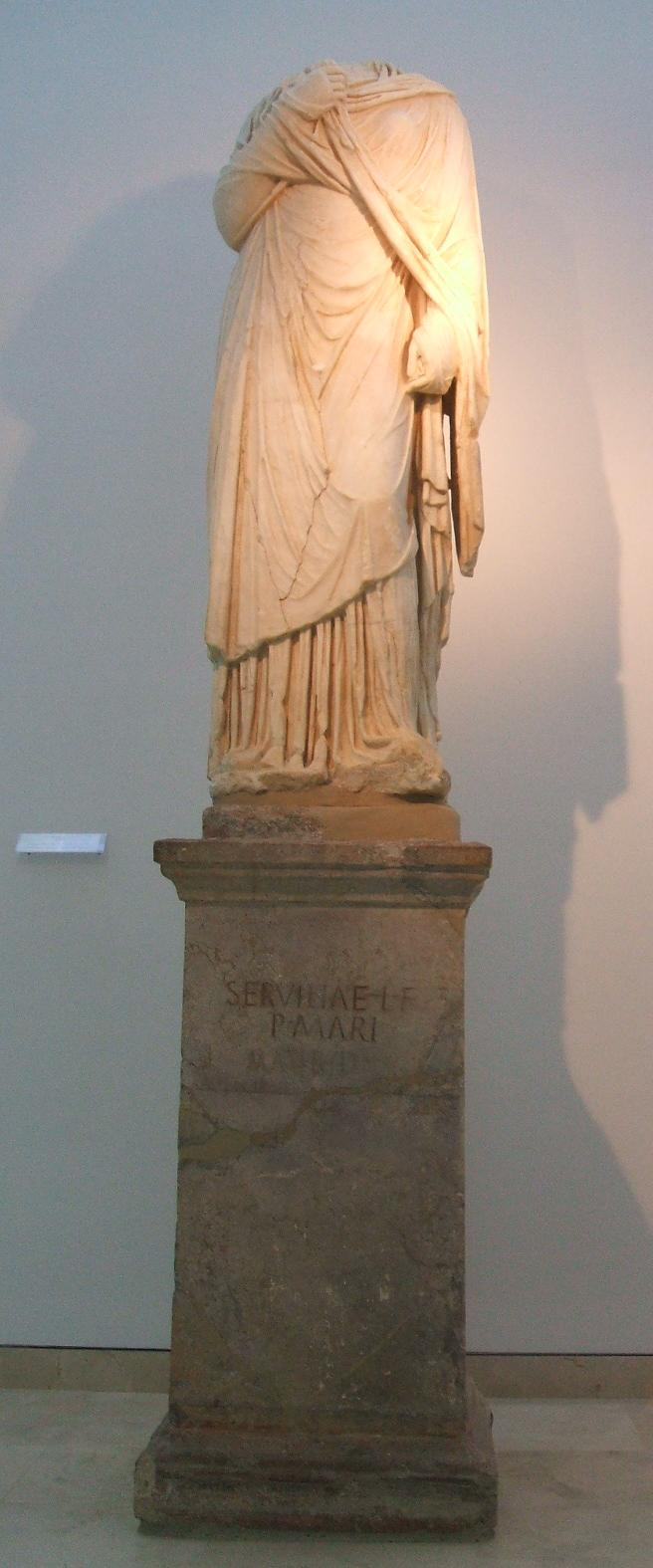
Estàtua trobada per Juan Fernández López en la Tomba de Servilia.(Museu de la Necròpoli de Carmona)

De nord a sud es trobaven el Camp de Manta, limitant amb el Camí de les Vinyes i seguidament el Camp de Simón o de la Coloma al costat del Camp de la Plata, limitant aquests últims i sempre cap al Sud, amb el Camino del Quemadero; a l'altre costat es trobaven els anomenats Campo de los Olivos, Campo del tancat de l'Olivar, Campo de las Motillas i Campo de las Pedreres (que són els formen la Necròpoli actual), que limitaven amb la sendera del Carmen. Cap al sud hi havia l'escull de Sevilla i immediatament després amb el Camp Real. En opinió de Bonsor la Necròpoli va haver d'estendre's fins al port de Brenes, on es van trobar diverses tombes.
La referència més antiga sobre la Necròpoli està registrada en un document de l'Arxiu Municipal de Carmona datat el 23 de desembre de 1573, en el qual un picapedrer anomenat Alonso Delgado demanava autorització al Concejo de Carmona per vendre els carreus d'un vell edifici que havia estat descobert prop del Torrejón.
En 1885 es va inaugurar oficialment la necròpoli i el seu museu i es va fundar la Societat Arqueològica de Carmona. A aquest any correspon la troballa de dues grans tombes, la columbari - triclini i la Tomba de l'Elefant. Aquesta última havia estat inspeccionada parcialment també en 1880 per Juan Fernández López i Luis Reyes, els qui van desistir de la seva excavació. De 1885 a 1892 es van descobrir diverses tombes sense importància.
Durant el 1893 sembla que no es van realitzar excavacions en la Necròpoli. El juliol de 1894, Manuel Burgos y Alcaide, membre de la Societat Arqueològica, va trobar una tomba familiar en el Camp Reial la tipologia del qual no s'apartava del tipus comú de la Necròpoli, però sí l'aixovar oposat en diverses urnes d'aquesta. Es tracta de dues petites figures de patecos, una d'elles representant al déu Bes, una llaura, dos fal·lus, un d'ivori i l'altre d'os. Aquests elements no feien sinó ressaltar i confirmar l'evident ascendència púnica de la Necròpoli, qüestió que Bonsor ja havia subratllat.
El desembre de 1899 i al gener, març i abril de 1900 es van explorar nous terrenys que havien adquirit. Aquesta és l'última dada que consta sobre les excavacions de Bonsor en la necròpoli, i en tot el lloc des de 1900 fins a 1905.
L'últim gran descobriment realitzat en la necròpoli de Carmona va ser la Tomba de Servilia. El seu nom es deu a la troballa d'un pedestal estatuari en la qual es llegeix la inscripció SERVILIAE L F P MARI MATER D. En aquesta excavació, duta a terme exclusivament per Juan Fernández López, es va produir el descobriment d'una estàtua de dona sense cap i el pedestal de marbre al·ludint a la inscripció nomenada anteriorment. No obstant això, es va prestar més atenció a una singular estada de rares característiques arquitectòniques, que va portar als seus descobridors a pensar en un origen prehel·lènic o fenici en aquest espai arquitectònic. Així mateix es van trobar una estàtua femenina i una infantil, molt valorades donada l'escassetat d'originals trobats en la península Ibèrica, i un cap masculí, conservats en el Castell de Mairena. Aquestes són les últimes dades que consten sobre la història dels descobriments en la Necròpoli romana de Carmona. Des de 1905 fins a la seva donació a l'Estat Espanyol el 1930, no existeix cap dada de nous treballs o excavacions desenvolupats en el jaciment arqueològic.

### L'Amfiteatre de Carmona
De les excavacions que es van realitzar en la Necròpoli, destaca la troballa de l'amfiteatre de Carmona. La topografia del terreny va fer sospitar que, en l'anomenat Campo de la Plata, s'hauria de trobar el monument públic que anaven buscant. Una immensa fondalada situada en el camp de la plata, que fins llavors s'havia usat per albergar morca, va atreure l'atenció dels arqueòlegs.
El maig de 1885 es van realitzar uns sondejos previs pel que van traçar una rasa d'assaig amb una amplària de 0,80 metres des de la zona alta de la fondalada al centre de la depressió, amb orientació sud-est-nord-oest, fins a aconseguir la roca, que va donar com a resultat el descobriment de part de la praecinctio.
Tomás Domínguez Romera, comte de Rodezno, era el propietari dels terrenys i els tenia llogats a José Domínguez Trigueros, de qui van obtenir el permís necessari per realitzar nous treballs durant cinc mesos. La intenció dels arqueòlegs era adquirir aquests terrenys, però el preu posat pel propietari era inassolible per a ells.
Per al càlcul cronològic del monument i la seva interpretació, Bonsor es va basar principalment en les troballes numismàtiques i en les tombes. Per datar la construcció de l'amfiteatre, que situa en els temps dels primers emperadors, no tenia més testimoniatges que les antigues tombes dels voltants, les quals eren posteriors a la construcció de l'Amfiteatre. Per a la data d'abandó posseïa més elements de judici, com la troballa d'una tomba a la dreta de la gran entrada tallada en la roca, i en una adreça transversal a les grades.
La tomba, que mancava d'aixovar, però sí semblances tipològiques amb altres trobades en la Necròpoli, donava clars indicis que l'abandó de l'amfiteatre corresponia a la fi de l'Imperi.
Aquest amfiteatre és un edifici problemàtic, ja que el monument conjugava finalitats pròpies de teatres i circs. Malgrat això, va considerar la possibilitat de trobar en un altre lloc el teatre o el circ. L'amfiteatre de Carmona, que és un dels primers construïts en Hispània, va ser una troballa important per a l'arqueologia romana en el seu temps en tenir la singularitat de ser descobert mitjançant un nou concepte d'investigació arqueològica.
Possiblement es trobava davant d'un dels més antics amfiteatres romans en Hispània, que és un dels aspectes més suggeridors d'aquest. Bonsor va afirmar que el monument posseïa unes característiques diferents dels coneguts fins al moment i que li van portar a la interpretació polivalent al fet que es fa referència més amunt.
Conscient Bonsor del valor del monument, va tractar per tots els mitjans que la seva excavació s'efectués completament, encara que sense èxit arribant a realitzar una crida desesperada a les institucions, especialment a la Reial Acadèmia de la Història i als seus acadèmics, per exemple a Rada, qui ho inclou en la seva memòria sobre la Necròpoli. Juan Fernández López refereix en les Memòries de la Societat Arqueològica que van rebre 300 pessetes que van sol·licitar a la Diputació Provincial, però que no van cobrar fins un any més tard, no podent practicar les excavacions en extensió, com tenien projectat.

### Los Alcores

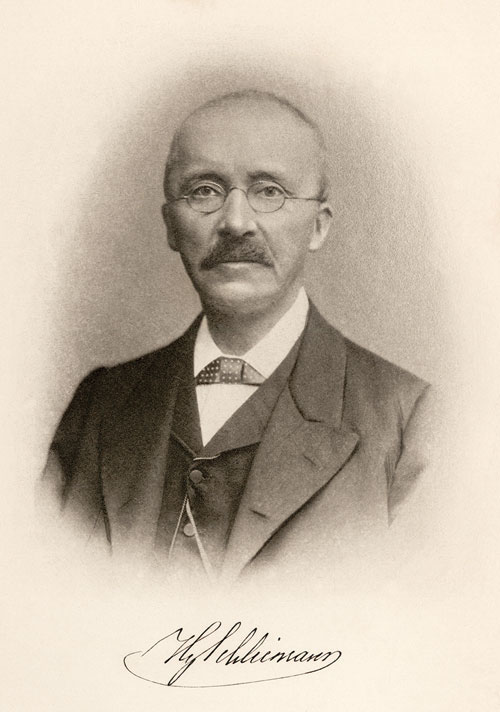
Retrat d'Heinrich Schliemann.

L'exploració de Los Alcores, sens dubte un dels treballs més transcendentals de Jorge Bonsor, va suposar la seva incursió en el camp de la prehistòria i especialment de la protohistòria de l'Espanya meridional. La seva introducció en aquest camp de la investigació arqueològica va suposar l'inici d'un nou període en la història de l'arqueologia a Espanya, per la naturalesa dels seus descobriments i el criteri i mètode emprat en el seu treball, tant de camp com en la presentació dels seus resultats, usat en l'exploració del Guadalquivir i l'exploració dels Alcores. L'exploració es va realitzar entre 1894 i 1898 i els seus resultats, sota el títol Els colonies agricoles preromaines de la Uallée du Betis, publicats en la Revue Archeologique en 1899, convertint-se en la primera obra que apareix sobre l'arqueologia protohistòrica espanyola i la primera i més famosa publicació de George Bonsor. En explorar Els Alcores, Bonsor va iniciar un nou camp científic en l'arqueologia espanyola: l'arqueologia protohistòrica o preromana també denominada anteromana en aquells dies.
L'exploració de Los Alcores es va iniciar en 1894, amb l'objectiu d'estudiar els temps protohistòrics de la regió. L'interès de Bonsor per aquest període cal buscar-ho en el gir que es va produir a Europa en la investigació arqueològica que, en detriment del Paleolític, va centrar el seu interès en els períodes més atractius per a l'origen i conformació de les nacions europees, des del Neolític fins a la dominació romana. En aquest canvi de perspectiva va tenir un paper determinant el descobriment de les arrels prehistòriques de les anomenades cultures clàssiques, a partir dels treballs de Heinrich Schliemann en Grècia i de William Matthew Flinders Petrie en Egipte, per citar els més representatius, que es van produir entre 1880 i 1900, és a dir en el moment en què es realitza la síntesi del model filològic i el model naturalista, unió que va donar lloc a l'arqueologia moderna.
Possiblement, la col·laboració amb Arthur Engel fos definitiva per al desenvolupament de l'activitat arqueològica de Jorge Bonsor que experimentarà un gir notable, interessant-se principalment en l'arqueologia protohistòrica.

### Itàlica
En 1892 el periodista A. Galí Lassaletta va publicar la Història d'Itàlica, freturosa de valor científic però un immillorable testimoniatge sobre l'estat d'abandó en el qual es trobava el jaciment, gràcies a la despreocupació per part de la Comissió de Monuments Provincials, presidida per Caballero Infant, el governador civil i els alcaldes de Sevilla i Santiponce. La falta d'una legislació sobre excavacions i conservació de monuments historicoartístics, havia fet arribar a les ruïnes a aquest estat. Demetrio dels Rius es va fer càrrec de les excavacions des de 1860 amb l'ànim de posar fi a aquesta situació, no obstant això tampoc ho va aconseguir. Aquesta iniciativa va suposar una de les majors investigacions arqueològiques escomeses durant el regnat d'Isabel II d'Espanya, per la qual cosa el monument va passar a ser propietat de l'Estat, encara que la resta dels terrenys eren de propietat privada, la qual cosa va afavorir la realització d'intervencions particulars en les ruïnes, principalment a la ciutat.
Aquestes intervencions clandestines, amb finalitats més o menys científiques o a la recerca de peces importants per a col·leccions particulars, van produir, així i tot, descobriments importants, com van ser el Bronze d'Itàlica, un tresor de barres de plata i or i monedes, a més d'importants peces escultòriques i mosaics. Arthur Engel i Antonio María d'Ariza van protagonitzar, cap a 1890, una sèrie d'excavacions en el jaciment, en les quals van descobrir una sèrie de tombes i inscripcions funeràries, que van ser dipositats en el museu de l'Ateneu de Sevilla.

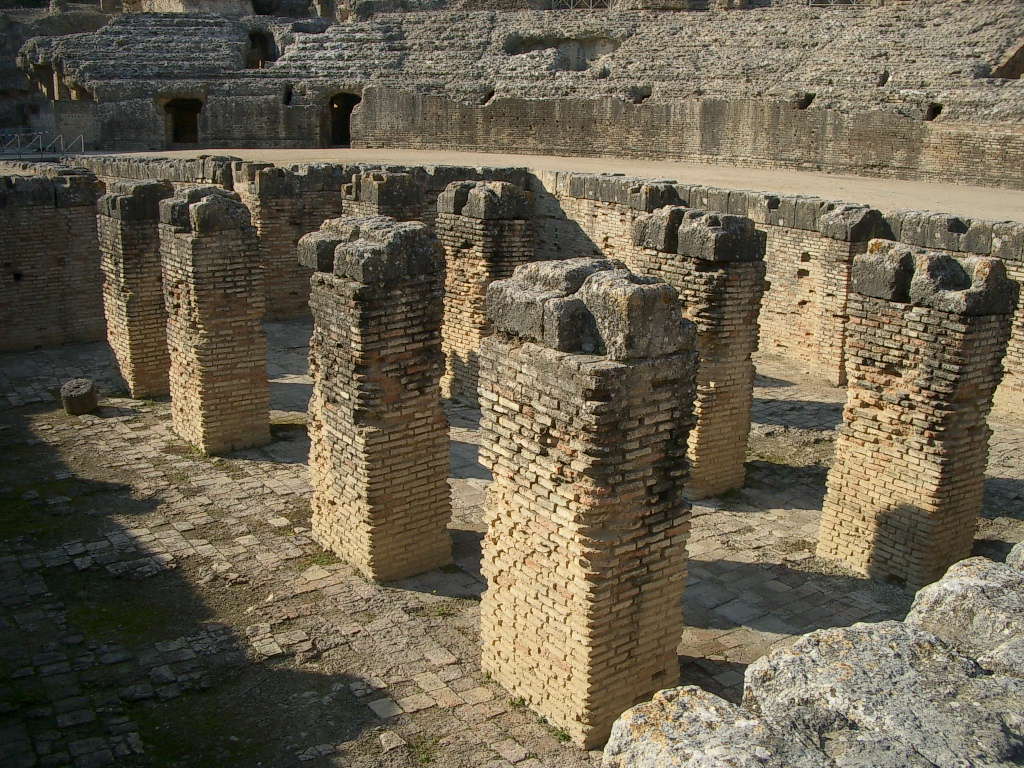
Amfiteatre d'Itàlica.

Bonsor va publicar el 1898 un treball titulat «Li Musé archcologique de Séville et les ruines d'Itàlica» per la Revue Archeologique, de caràcter divulgatiu i històric, sobre la formació del Museu Arqueològic de Sevilla acompanyat del comentari sobre les peces escultòriques i arquitectòniques més importants procedents d'Itàlica. Sobre Itàlica, va assenyalar el poc conegudes que eren les seves ruïnes i va aportar interessants comentaris, va donar una ràpida visió de les diferents intervencions en el jaciment des del segle xvi fins a aquesta data. El més significatiu són els seus comentaris desmentint la creença generalitzada que considerava aquesta ciutat romana com el lloc de naixement de diversos emperadors i poetes. En aquest sentit desmitificant de la imatge d'Itàlica, va ressaltar les reduïdes dimensions de la ciutat i la seva vinculació comercial amb el riu Guadalquivir per l'existència d'un moll, considerant-la com una més d'entre les ciutats riberenques del Guadalquivir. Bonsor va aportar interessants dades històriques, que van mostrar que la ciutat encara existia en època visigoda i que el seu abandó es va produir amb la Invasió musulmana d'Hispània, en detriment de la creença que la desaparició d'aquesta ciutat va ser deguda a catàstrofes naturals o terratrèmols. En el mateix any de la publicació del seu treball sobre Itàlica va arribar a Espanya Archer Milton Huntington, un jove nord-americà atret per l'antiga ciutat romana i que, donada la facilitat per obtenir un permís d'excavació, va arrendar un terreny en el qual va emprendre una sèrie d'excavacions. Els treballs que va començar Milton van haver de ser interromputs per causa de la Guerra Hispano-estatunidenca. El jove hispanista va ser ajudat per Engel i Bonsor, que es trobaven treballant en Itàlica, introduint-ho en l'arqueològica i ajudant-lo perquè realitzés les seves excavacions en Itàlica. Aquest primer contacte va ser d'especial importància per a Jorge Bonsor, ja que aquest va mantenir una estreta i intensa amistat i col·laboració amb Milton durant tota la seva vida, fruit de la qual es conserva una abundant i expressiva relació epistolar.

## L'exploració de les Illes Scilly
Finalitzada la primera exploració de Los Alcores, Bonsor va emprendre la de les illes Scilly. Ambdues exploracions guarden una íntima relació amb la presència fenícia en l'Occident europeu. Aquesta seria l'única vegada que Bonsor va escometre una investigació d'àmbit europeu, de plena iniciativa personal i explicant exclusivament amb els seus propis mitjans.
L'objectiu principal era trobar proves arqueològiques que demostressin la presència dels fenicis a les illes Scilly, al Sud-oest de la península de Cornualla. Constitueixen una prolongació d'aquesta península i en la seva majoria són de granit. En ser afectades pel Corrent del Golf de Mèxic, posseeixen un clima excepcionalment temperat, la qual cosa permet l'existència de plantes subtropical i una fauna diferent de la d'Anglaterra.

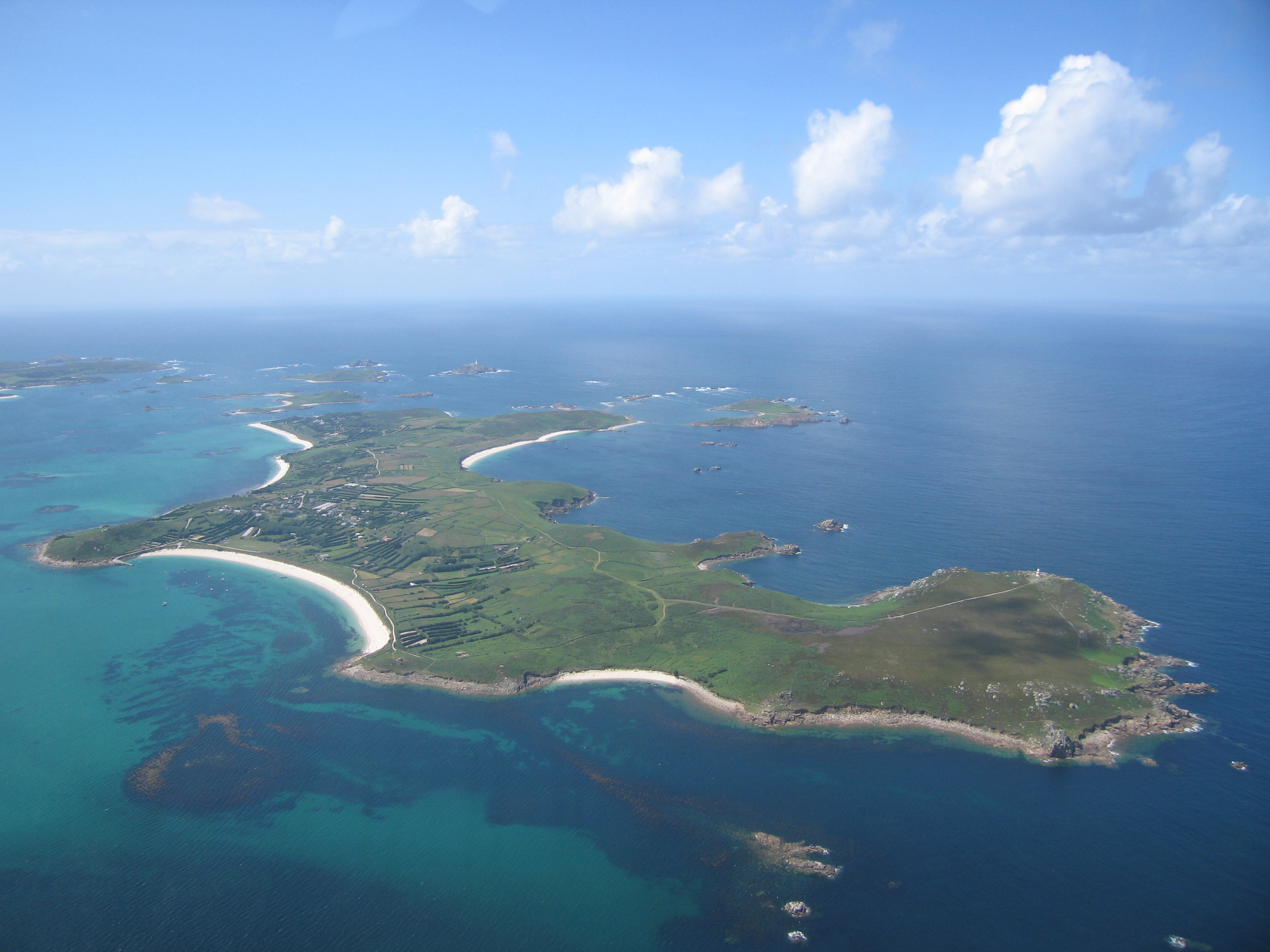
L'illa de St. Martins.

Tan sols cinc de les illes estaven habitades en aquesta època: Saint Mary's, Tresco, Saint Martin's, Bryer i Saint Agnes. St. Mary, que és la capital, compta amb la major part de la població.
En aquesta època, estava molt difosa a Anglaterra la creença que els fenicis havien arribat fins a la regió de Cornualla, des de Tartessos, a la recerca d'estany, i Bonsor va dirigir la seva exploració a aquestes illes. En l'exploració de les Scilly on Bonsor va aconseguir la plena maduresa com a arqueòleg. L'acció de Bonsor a les Illes Scilly va ser fonamental per a l'arqueologia prehistòrica de l'arxipèlag, en tant que la seva intervenció va suposar el punt de partida de la investigació moderna de l'arqueologia d'aquest. Si aquest fet no va tenir major transcendència en la historiografia britànica, va ser perquè l'arqueòleg anglofrancès no va publicar mai el resultat del seu treball i tan sols va ser conegut indirectament. Malgrat tot, el treball de Bonsor ha estat considerat d'una alta qualitat entre els investigadors anglesos de l'actualitat, malgrat no conèixer en tota la seva amplitud la informació recollida en el transcurs dels seus treballs en aquestes illes.
Si els objectius històrics plantejats inicialment no van ser aconseguits, la qual cosa suposava identificar materialment la presència dels fenicis a les illes i per extensió identificar les mateixes amb les Cassiterides de l'antiguitat, existeixen altres factors que es relacionen amb el seu mètode que són els que li confereixen un gran valor a l'acció de Bonsor a les Illes Scilly. Encara que molts d'aquests aspectes es van forjar en les seves intervencions en el Guadalquivir i en Els Alcores -que es van desenvolupar simultàniament- serà en aquesta exploració on va aconseguir la seva depuració total. La principal característica del mètode de Bonsor és que la seva intervenció era sempre territorial, és a dir, no es restringia a un jaciment sinó a una regió, aspecte pel qual Bonsor comença la seva intervenció en les Scilly. Va fer prospeccions a totes les illes principals, recollint totes les estructures observables a simple vista.

## Maduresa de Bonsor com a arqueòleg
Bonsor va aconseguir un reconeixement unànime per la seva notable contribució al progrés i avanç dels estudis arqueològics. Per això, va ser nomenat membre de diverses Societats, com són:
- Membre corresponent de la Societe des Scaénces, Arts et Belles Lettres du Tarn (18-2-1888).
- Soci corresponent de la Societat Artístic-Arqueològica d'Excursions de Cadis (23-6-1893).
- Membre corresponent de la Societe de Correspondance Hispanique de Bordeus (8-3-1898).
- Soci corresponent de la Societat Artístic-Arqueològica Barcelonina (26-3-1900).
- Soci de la Societe d'Archeologie de Brussel·les (2-4-1900).

Durant aquests anys va col·laborar amb una sèrie d'articles en la reorganització de la Revista d'Arxius, Biblioteques i Museus, que van ser publicats consecutivament en els anys 1897, 1898 i 1899 i que es van englobar sota el títol Notícies arqueològiques de Carmona. En aquests articles va comunicar els descobriments que es van produir al llarg d'aquests anys, entre altres el dels mosaics romans sota el solar que ocupava l'antic convent de Santa Catalina de Carmona, posteriorment convertit en plaça de Proveïments. Va recopilar les troballes de caps femenins romans en diferents èpoques i llocs de Carmona, que va atribuir a l'època de Tiberi per l'estudi del tocat, als quals va afegir la descripció de la Tomba de Postumio acompanyat d'un dibuix de la planta i secció d'aquesta, doncs Bonsor la considerava contemporània de les escultures estudiades. Va aconsellar als membres de Cos d'Arxius, Biblioteques i Museus que adquirissin l'obra de Salomon Reinach: Li repertoire de la statuarie grecque et romaine, que constava de tres volums.
Va revelar materials inèdits de la necròpoli romana d'Arva, un plom i dos lacrimatoris amb marca de fabricant, i va assessorar sobre la conservació d'antiguitats, en concret sobre el control de la humitat i la conservació dels objectes metàl·lics. Finalment, va publicar un estudi escrit sobre hiposandàlies romanes, acompanyat d'un curiós dibuix.
Fou cridat a formar part del comitè d'organització del Congrés Internacional d'Antropologia i Arqueologia Prehistòriques de Ginebra el 1912 la qual cosa va significar el seu ple reconeixement en el concert internacional.

## Altres exploracions de Bonsor
Entre 1900 i 1902 Bonsor va reprendre l'exploració del riu Genil, entre Palma del Río i Écija, i la del Guadalquivir des del riu Guadalbacar fins a Alcolea del Río. Posteriorment va tornar a centrar-se en Els Alcores, realitzant exploracions i excavacions que són de significativa importància, doncs van permetre a Bonsor precisar i descriure la seqüència cultural de la regió i per extensió del Baix Guadalquivir.

### Cruz del Negro
Important necròpoli a un quilòmetre al nord-est de Carmona, entorn de l'antiga via romana que conduïa a Axati (Lora del Río).

### La Cañada de les Cabras
Jaciment que es troba entre el camí de Lora del Río i la canyada que va donar nom al jaciment, a un quilòmetre al nord de Carmona, molt proper a la necròpoli de la Creu del Negre.

### Bencarrón i Gandul
Les excavacions més importants de tota aquesta nova exploració dels Alcores van ser les dutes a terme en aquest gran conjunt arqueològic. Pot considerar-se a aquesta àrea que engloba a diverses necròpolis, totes elles pertanyents a l'hàbitat situat en la Taula de Gandul, que Bonsor sempre va identificar amb la ciutat romana de Lucurgentum, citada per Plini el Vell. Els primers treballs en aquest jaciment els va dur a terme en 1895, quan va excavar diversos túmuls en Bencarrón Alt. No obstant això, va anar en la campanya de 1902, quan va completar l'excavació de gairebé la totalitat de les necròpolis megalítica, tartesa i romana.

### Ranilla (Carmona)
En aquest lloc, que es troba a 4 quilòmetres al nord-est de Carmona, Bonsor va excavar una estructura que va denominar túmul, situada en la vora de l'Alcor, en terres de la Marquesa de les Torres de la Presa.

### L'Acebuchal (Carmona)
Àrea en la qual es trobava una terra negra plena de detritus domèstics, en la qual va trobar un grup de vint-i-dues petites sitges que contenien pedres cremades, ossos d'animals, làmines de sílex tallants i dentats, punxons i petits instruments de coure, peces de teler, plaques d'arquers, un ídol de violí i fragments de ceràmica campaniforme decorada.

### Alcaudete (Carmona)
Jaciment situat al sud de la carretera Carmona-L'Aspecte, entre aquesta i el camí que surt cap al mas, en la Vega, datat en un moment eneolític precampaniforme.

### Olivar de los Toruños, Santa Lucia (L'Aspecte de l'Alcor)
En aquesta necròpoli va realitzar una nova campanya d'excavació, entre el 26 de gener i el 22 de febrer de 1908 -amb l'objectiu, aquesta vegada, d'excavar el major dels túmuls.

### El Ras del Chirolí (L'Aspecte de l'Alcor)
Lloc situat a la part alta de la costa, aproximadament a 200 metres abans d'arribar a les primeres cases de l'Aspecte, a l'esquerra de la carretera de Carmona a l'Aspecte, un grup de set motillas, que va excavar l'1 de novembre de 1909. De les set suposades motilles només dues d'elles cobrien tombes d'incineració.

### Necròpolis romana d'El Viso del Alcor
Necròpolis romana, probablement anomenada antigament Víseum o Viz, situada en un turó pedregós a un quilòmetre a l'oest de l'Església de l'Aspecte, en un tancat a tocar del límit del terme amb Mairena. En aquest camp hi ha una petita pedrera romana en la qual es pot veure una tomba tallada a la roca amb les seves fornícules per a les urnes cineràries, com les de Carmona.

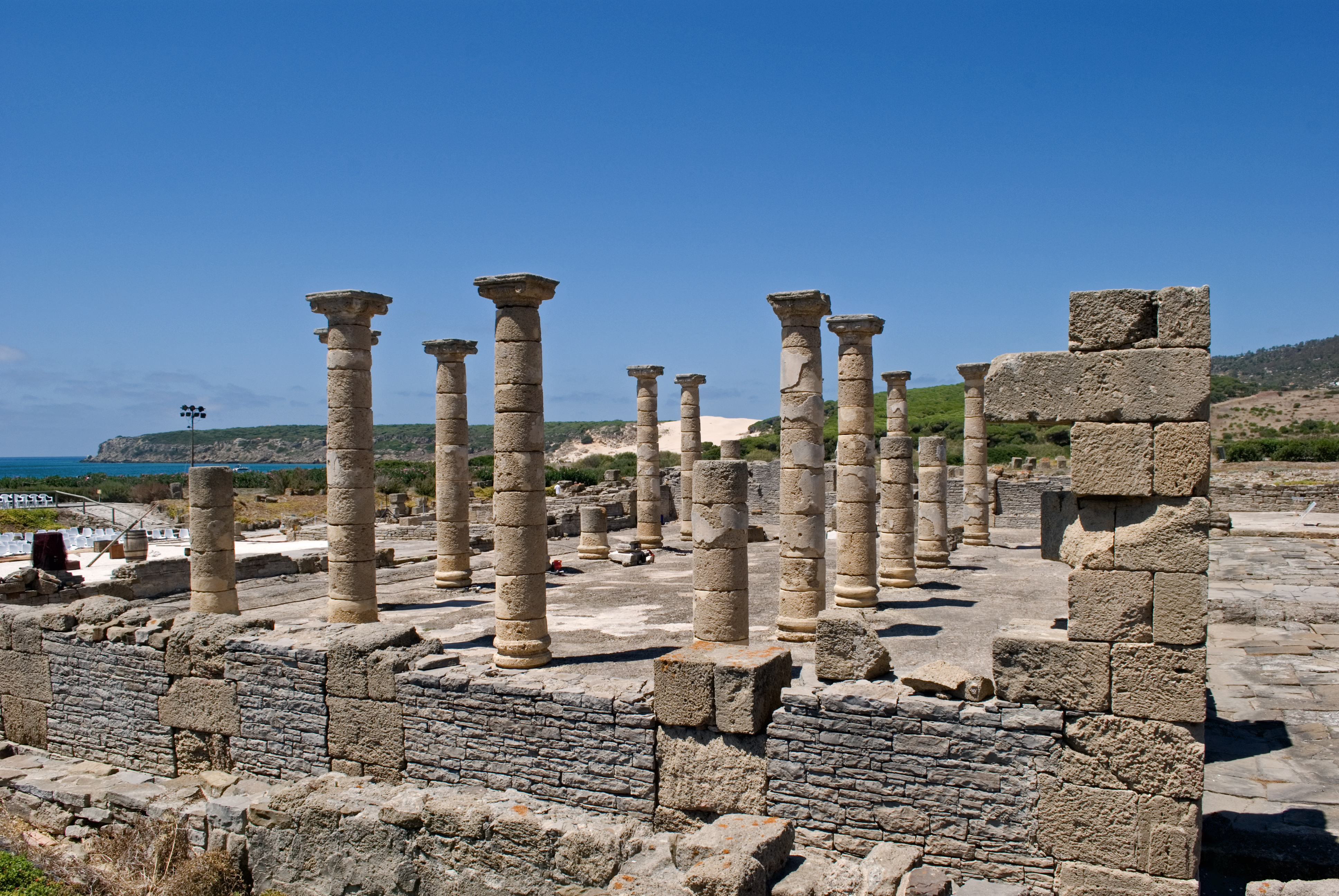
Vista de la Basílica de Baelo Claudio, en l'Ancorada de Bolonya, recuperada entre els anys 1917 i 1921 pels treballs de l'arqueòleg francès Pierre Paris, amb la col·laboració de Bonsor

### Baelo Claudia, Bolonya (Cadis)
Entre 1917 i 1921, Bonsor va participar amb l'arqueòleg francès Pierre Paris en la recuperació de la ciutat de Baelo Claudia. En el jaciment es conserven els elements més representatius que constituïen l'essència d'una ciutat romana; aquesta comptava amb una a prop o muralla de la qual es conserven les portes principals, edificis de caràcter administratiu com la cúria o l'arxiu municipal, una plaça pública (fòrum), un palau de justícia (basílica judicial), un temple dedicat a la deessa egípcia Isis i un capitoli; una disposició similar només ha estat trobada a la ciutat de Sbeitla en Tunísia. També poden veure's restes de les tabernes, el macèl·lum, les termes i el teatre.
El proveïment d'aigua de la ciutat es realitzava per mitjà de tres aqüeductes. També pot apreciar-se la zona industrial amb restes de les instal·lacions per a la fabricació del garum, carrers, aqüeductes, restes del sistema de clavegueram, etc. En cap altre jaciment romà de la península Ibèrica és possible extreure després de la visita una visió tan completa de l'urbanisme romà com en Baelo Claudia. En això radica el seu principal interès, destacat també per l'espectacular paisatge que envolta a la ciutat.

### Setefilla (Lora del Río)
La zona arqueològica de Setefilla és a Sierra Morena a 9 quilòmetres al nord-est de Lora del Río, en una sèrie de crestes rocoses que popularment són designades com a taules, entre les quals discorre el riu Guadalbacar, afluent del Guadalquivir. Encara que el jaciment hagi pres el nom de la taula on es troba un castell medieval i l'ermita de Nuestra Señora de Setefilla, fundada en el segle xvii, aquest ho conformen diverses d'aquestes taules, que són conegudes amb el nom del Membrillo, Castillejo i Almendro, que posseeixen restes arqueològiques de diferents èpoques.

### Calendari litúrgic visigot
A finals de 1908 en l'avui claustre de l'Església Prioral de Santa María, es va descobrir, amb motiu de certes obres de restauració, un calendari litúrgic visigot. Sense tenir una idea clara del que es tractava, al principi Bonsor va prendre una empremta del fust epigràfic que va enviar a l'acadèmic Fidel Fita. L'acadèmic madrileny va apreciar immediatament el seu alt valor, ja que no en va es tractava del calendari litúrgic més antic de la Península.

## El Castell de Mairena de l'Alcor

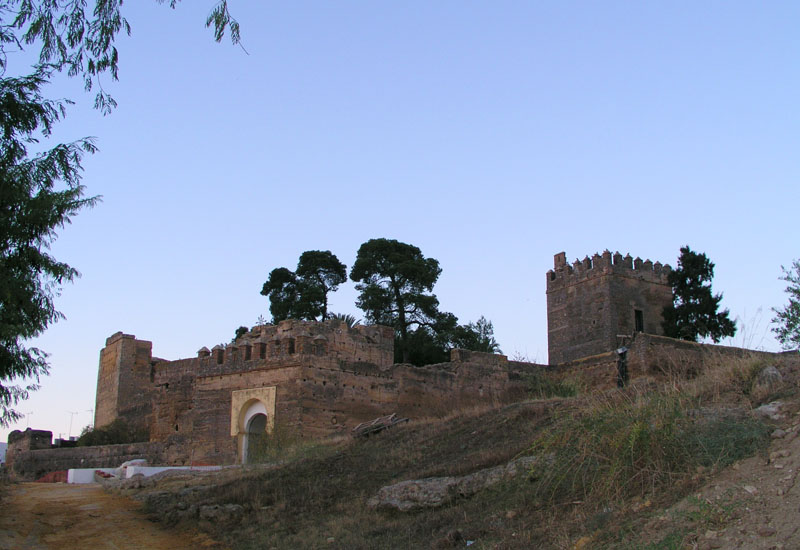
Castell de Mairena d'Alcor.

El 16 de novembre de 1902 Jorge Bonsor va comprar el Castell de Mairena del Alcor, que fins a 1897 va pertànyer als obligacionistes de Mariano Téllez-Girón, a Antonio Blázquez i Delgado-Aguilera. El castell es trobava en un estat bastant deficient de conservació, per la qual cosa Bonsor va dedicar gran període en la seva excavació i restauració.
No existeixen detalls sobre aquests treballs d'excavació i desenrunament, centrats principalment en el sector nord-est de la fortificació, que presentava millor estat de conservació i va ser el lloc triat per realitzar el seu condicionament com a habitatge. Es va documentar i aixecar el plànol de la planta del castell i va prendre diverses fotografies durant el procés. Així li diu a Fidel Fita, anys més tard:
| « | "El Castell ocupa el lloc d'una antiga pedrera romana, aquesta, com en Carmona i a Osuna, va servir després de necròpoli. En una part de la pedrera descobrim fornícules per a la col·locació de les urnes funeràries. Aquestes fornícules tenen la mateixa forma i proporcions que les de Carmona". | » |

Va comunicar a Fidel Fita la troballa d'una làpida funerària de marbre blanc, de 0,16 per 0,10 metres, amb la inscripció: DABER/VIXIT/ENS/XIES. La inscripció va ser trobada durant els treballs de desenrunament de 1906 i publicada per Fita. No es coneixen suficients dades sobre l'origen d'aquest Castell. En el repartiment de les terres en 1253 s'esmenta una torre de Mayrena, que ha de correspondre a una construcció musulmana. El senyoriu de Mairena va ser lliurat a Pedro Ponce de León en 1342. En els treballs de desenrunament del cos de guàrdia va trobar una moneda d'Alfons XI de Castella, la qual cosa li permet afirmar: "La torre més antiga, la del Nord, així com tota la resta, va ser construïda pel fundador Pedro Ponce de León, Senyor de Marchena. Heus aquí la data del Castell: posterior a 1343".
En adquirir el castell, la idea de Bonsor era formar un museu amb les seves col·leccions arqueològiques trobades en Els Alcores, encara que posteriorment el va convertir en la seva residència. La intervenció de Bonsor es va produir principalment en el sector nord-est del recinte, consolidant les dues torres d'aquest sector. En l'espai existent entre ambdues i aprofitant un mur existent, va aixecar de nova planta un cos rectangular. La resta de les estructures les va mantenir en l'estat de conservació en què les va trobar. En el sector Sud del recinte fortificat va aixecar una tàpia delimitant aquesta zona de la propietat. Al pati d'armes va construir un jardí en el qual va incorporar elements arqueològics.
La construcció es componia del cos de nova planta d'una estructura senzilla, partint d'un rebedor central, a un costat va situar la cuina i el menjador i a l'altre el saló i el dormitori. Les torres van ser dedicades a dormitoris de servei i de convidats. Va aprofitar el cos de guàrdia per situar el seu estudi. En la façana s'obrien una sèrie de finestres d'arc de mig punt i va construir una portada de disseny morisc, inspirada en la porta de l'Alcàsser del rei Don Pedro. El mateix va ocórrer amb la porta d'accés principal al castell, detall que és un homenatge a l'Alcàsser Porta de Sevilla, que va causar l'admiració del seu pare i va ser la raó de la seva arribada a Carmona.
L'arqueòleg va establir la seva residència al Castell des que va contreure matrimoni amb Gracia Sánchez Trigueros el 4 de març de 1907. Aquí va mantenir una exposició permanent de la seva col·lecció d'antiguitats que va ser acreixent a mesura que transcorrien els anys, no només amb antiguitats, sinó també amb objectes d'artesania popular andalusa i pintura dels mestres espanyols del Segle d'Or.

## The Hispanic Society of America

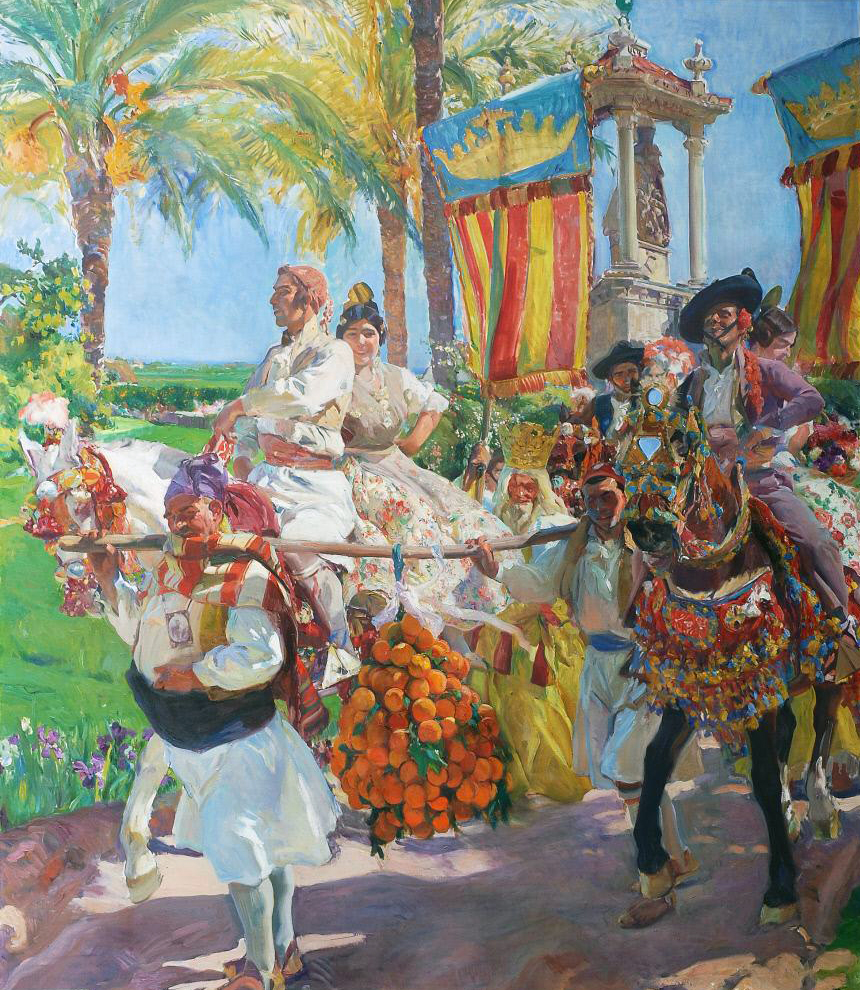
Quadre de Joaquim Sorolla sobre València, realitzat a encàrrec de la Hispanic Society.

Bonsor va travar amistat amb Archer Milton Huntington a la fi de segle en Itàlia. En aquesta estada, Huntington va poder apreciar l'important treball desenvolupat per Bonsor en Carmona. Després d'uns anys, amb motiu de l'enviament de Bonsor del seu article Els Pobles antics del Guadalquivir i les terrisseries romanes, ambdós personatges van tornar a establir contacte, iniciant-se una regular relació entre ambdós fins a 1903. Huntington, amb la intenció de promoure l'interès de la cultura espanyola en Amèrica del Nord, va decidir crear una institució i va fundar el 18 de maig de 1904 The Hispanic Society of America, amb seu en Nova York. Per a això es van crear una biblioteca i museu de caràcter públic i gratuït, la qual cosa va comportar a l'adquisició de llibres, obres d'art i antiguitats espanyoles, que seran la principal tasca de l'hispanista nord-americà durant bastants anys. Aquest fet, de gran transcendència per Bonsor en convertir-se en un dels seus principals proveïdors d'antiguitats a Espanya, ha estat un dels aspectes més criticats a Bonsor depenent d'una llegenda negra. En efecte, Bonsor va vendre una important part dels objectes procedents dels Alcores, a més d'una col·lecció de rajola de València, pintura espanyola i altres objectes artístics i bibliogràfics. Aquestes vendes eren permeses per la legislació que existia a Espanya sobre l'exportació d'antiguitats.
Bonsor mai va vendre cap peça que no fos destinada al Museu de la Hispanic Society, de manera que tota la seva col·lecció està situada en un mateix Museu. La finalitat d'aquesta venda era compensar les enormes despeses que li ocasionaven a Bonsor el condicionament del Castell de Mairena de l'Alcor i el seu manteniment, a més del de la Necròpoli de Carmona, tenint en compte que el treball de Bonsor no proporcionava ingressos sinó més aviat despeses, donat el caràcter privat de la seva actuació.
Les vendes es van produir en cinc lots i anys diferents:
- Lot 1 (1905): diversos gots de ceràmica campaniforme de l'Acebuchal i materials de la Creu del Negre, taulells hispànics-moriscs, dues executòries de llinatges de dos personatges de l'Aspecte de l'Alcor, dos mosaics procedents d'Alcolea del Riu i regalen diverses peces de la Necròpoli romana de Carmona. A la Sra. Huntington li va regalar un vestit de seda del segle XVIII.
- Lot 2 (1906): ceràmica campaniforme de l'Acebuchal, voris gravats fenicis i altres objectes de la Creu del Negre, Bencarrón, Saint Lucia, Alcantarilla, la Canyada de les Cabres i Horta Nova. Una sèrie de figures de grandària natural d'un pessebre del segle xvii, dues columnes salomòniques, un Ecce Homo del diví Morales, una col·lecció de taulells i una executoría del segle XVII.
- Lot 3 (1908): ceràmica campaniforme de l'Acebuchal, objectes d'ivori de Creu del Negre i L'Acebuchal, braçalets i fermalls de cinturó de la Creu del Negre, ganivets, armes de bronze i ferro de la Creu del Negre, el carro votiu de Bencarrón i altres objectes romans, una àmfora romana, una petita tassa de ceràmica vermellosa amb decoració floral de l'Aspecte de l'Alcor, dos projectils de pedra del segle XIV del Castell de Mairena, un cofre de cedre americà, taulells del segle xvi del Convent de Santa Clara de Carmona, un cofre de ferro del segle xvi, una urna de la Creu del Negre decorada amb cercles concèntrics, dos projectils de pedra del segle xiv del Castell de Mairena, 5 projectils de pedra d'una balista romana d'Osuna, una urna romana i un fragment arquitectònic de marbre blanc de Carmona.
- Lot 4 (1909): Huntington es va interessar per adquirir ceràmica popular espanyola, per la qual cosa Bonsor va enviar un lot de 50 ceràmiques d'aquest tipus de diferents punts d'Andalusia, concretament d'Almeria, Andújar, Granada i Triana.
- Lot 5 (1910): Gran part dels aixovars de la necròpoli romana de la Canyada Profunda.

Cada lot anava acompanyat d'una sèrie de dibuixos i notes descriptives sobre tots els materials, especialment els arqueològics. Huntington va publicar les obres més significatives de Bonsor amb tal cura, que aquest acte va ser contraproduent per als interessos de Bonsor, que desesperadament veia com es retardaven any rere any la seva publicació.

## Fill adoptiu de Carmona. Cessió de la necròpoli de Carmona a l'estat

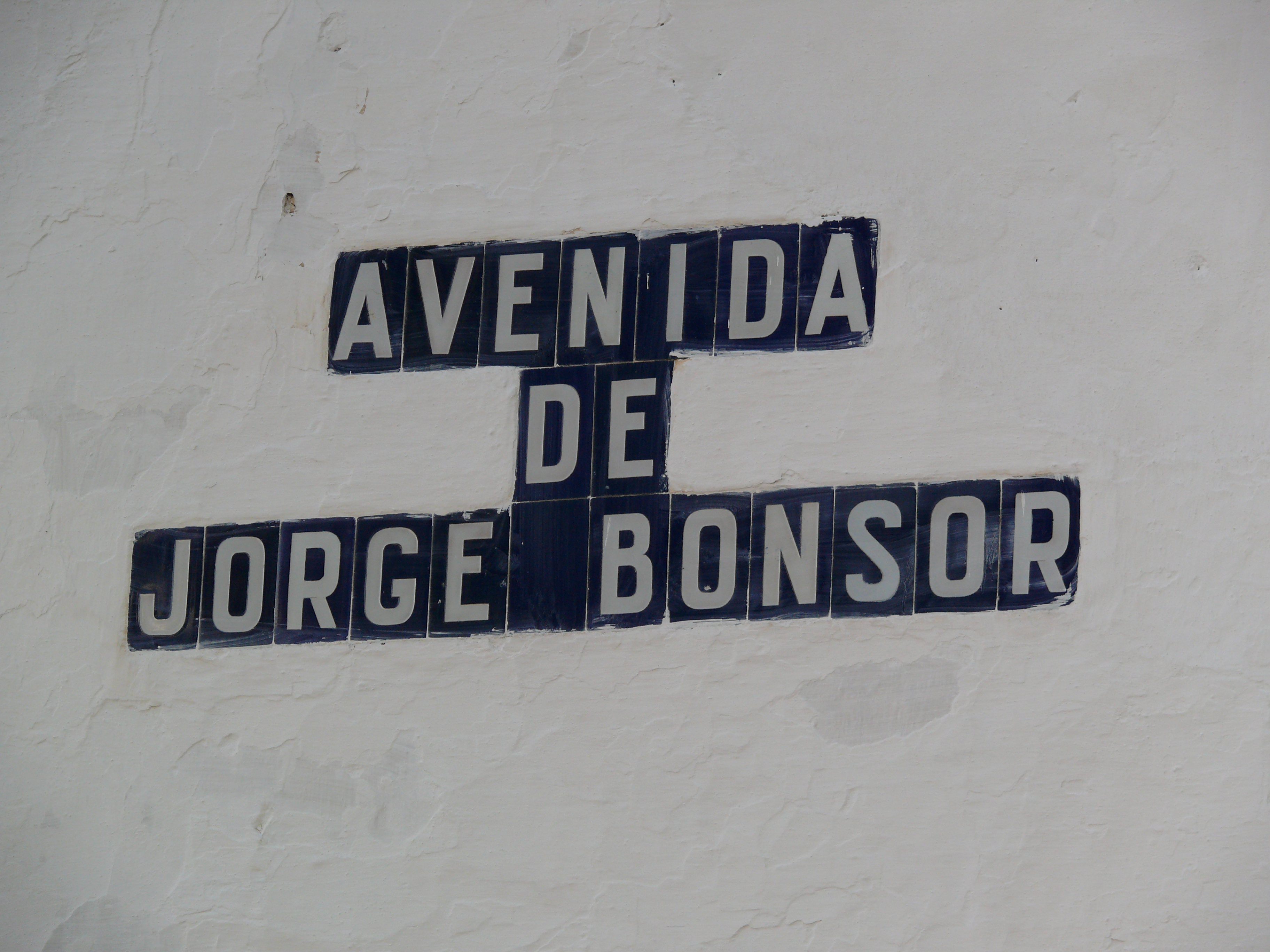
Rètol de l'Avinguda dedicada a Jorge Bonsor en Carmona.

Va ser nomenat Soci Numerari de la recentment creada Societat Espanyola d'Antropologia, Etnografia i Prehistòria, i fill adoptiu de Carmona el 13 de setembre de 1927. L'1 d'agost d'aquest mateix any Bonsor va contreure de nou matrimoni, aquesta vegada en Huelva, amb Dolores Simó Ruíz, filla d'un antic amic seu.
Bonsor, ja afectat per seriosos problemes de salut, va considerar que havia arribat el moment per dur a terme la idea que al costat del seu soci concebessin anys enrere, la de cedir la Necròpoli romana de Carmona, el museu i les col·leccions que allí es conservaven a l'Estat Espanyol. Com a vocal de la Comissió de Monuments de Sevilla, va proposar a aquesta que ho declarés Monument del Tresor Artístic Nacional, al que aquesta va accedir i ho va sol·licitar a principis de l'any 1930 al Ministre d'Instrucció Pública i Belles arts.
Juan Fernández López va llegar la part corresponent dels jaciments a Bonsor, amb la idea que aquest ho cedís a l'Estat després de la seva defunció, desig que va plasmar Bonsor en el seu testament, escripturat en Carmona el 24 d'agost de 1925. El 2 de juliol de 1930 és declarat, per Reial ordre, Monument del Tresor Artístic Nacional la Necròpoli Romana de Carmona i el 28 de juliol el jaciment és cedit a l'Estat Espanyol, segons consta en escriptura pública signada al Castell de Mairena de l'Alcor davant el notari Ignacio Giménez Gil i Diego Angulo, catedràtic de la Universitat de Sevilla, i representant legal de la Direcció general de Belles arts, intervenint com a testimonis l'Alcalde de Mairena, José Jiménez Florindo i José Muñoz San Román, escriptor i periodista sevillà. Autoritats, investigadors i amics que Bonsor van reconèixer la seva amable donació i contribució a l'enriquiment del Patrimoni històric espanyol.

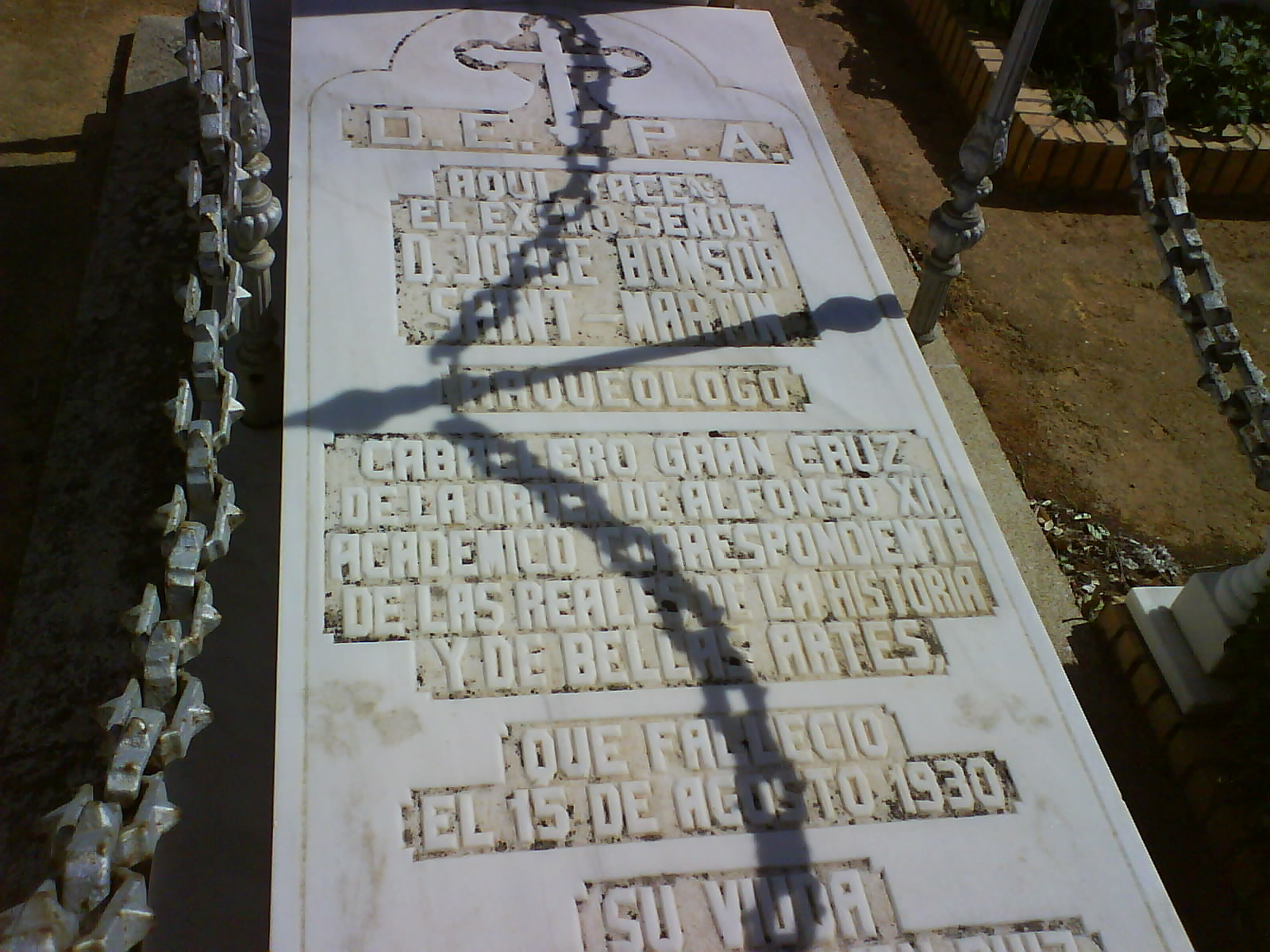
Tomba on jeuen les restes de l'arqueòleg.

George Bonsor Saint Martin va morir el 15 d'agost de 1930 de ciàtica, al Castell de Mairena de l'Alcor, instal·lant-se la capella ardent en el seu estudi, per a l'endemà ser enterrat en el cementiri de Mairena de l'Alcor, on jeuen les seves restes. Un dia abans de la seva defunció li van comunicar el seu nomenament com a Cavaller Gran Creu de l'Orde d'Alfons XII d'Espanya.

## Publicacions
- Bonsor, G. E. (1897): Notas arqueológicas de Carmona. Revista de Archivos, Bibliotecas y Museos 1: 231-233, 568-570.
- Bonsor, J. (1899): Les colonies agricoles prérromaines de la vallée du Bétis. Paris: Ernest Leroux, éditeur. (Separata de Revue Archéologique

35, 1899).
- Bonsor, J. (1924): Los dioses de los Alcores, Sociedad española de antropología, etnografía y prehistoria, Memorias, Tomo III. Museo Antropológico Nacional
- Bonsor, J. (1927): Le véritable origine de Carmona et les découvertes archéologiques des Alcores, en Revue Archéologique, XXV, pp. 285–300
- Bonsor, G. E.; Thouvenot, R. (1928): Nécropole ibérique de Setefilla. Lora del Río (Sevilla). Fouilles de 1926-1927. Bibliothéque de l'École des Hautes Études Hispaniques 14. Bordeaux, Paris.
- Bonsor, J. (1928): Tartessos. Excavaciones practicadas en 1923 en el Cerro del Trigo, término de Almonte (Huelva). Memoria de los trabajos realizados en dichas excavaciones por don Jorge Bonsor, Madrid. Junta superior de excavaciones y antigüedades, nº 97
- Bonsor, J. (1928): Early Engraved Ivories in the Collection of The Hispanic Society of America, New York
- Bonsor, G.E.From Tarshish to the Isles of tin.
- Tartessos. Biblioteca Virtual de Andalucía. Junta de Andalucía. Consejería de Cultura. 2010. ISBN 978-84-9959-015-8
- Expedición arqueológica a lo largo del Guadalquivir. Versión español de Genaro Chic y Aurelio Padilla. Écija (Sevilla). Gráficas Sol. 1989.
- An archaelogical sketchbook of the Roman necropolis at Carmona. New York: Hispanic Society of America. 1931.
- Fouilles et travaux de restauration du Castillo de Mairena del Alcor. Années 1903 et 1904.
- Las colonias agrícolas del Valle del Guadalquivir. Trad. del francés y estudio preliminar de Jorge Maier. Écija (Sevilla). Gáficas Sol. 1997

## Nomenaments
- Acadèmic corresponent de la Reial Acadèmia de Belles arts de Sant Fernando (1885).
- Acadèmic corresponent de la Reial Acadèmia de la Història (1885).
- Soci de l'Ateneu i Societat d'Excursions de Sevilla (1887).
- Membre corresponent de la Société des Sciences, Arts et Belles- Lettres du Tarn (1888)
- Soci corresponent de la Societat Artístic-Arqueològica d'Excursions de Cadis (1893).
- Membre corresponent de la Société de Correspondance Hispanique de Bordeaux (1898).
- Secretari adjunt del Congrès international d'Anthropologie et d'archéologie préhistorique (1900).
- Soci corresponent de la Societat Artístic-Arqueològica Barcelonina (1900).
- Soci de la Société d'Archeologie de Bruxelles (1900).
- Membre de The Hispanic Society of America (1905).
- Membre de l'Institut Etnogràfic de París (1911).
- Vocal de la Comissió Provincial de Monuments Històric-Artístics de Sevilla (1916).
- Membre corresponent de l'Institut International des Hautes Études et des Beaux-Arts (1919).
- Membre de The National Geographic Society de Washington (1922).
- Soci de l'Institutum Archeologicum Imperü Germanícum.
- Socium ab Epístulis (1924).
- Soci Numerari de la Societat Espanyola d'Antropologia, Etnografia i Prehistòria (1927).